# روجيليو مارسيلو
روجيليو مارسيلو (مواليد 11 يونيو 1965) هو ملاكم كوبي، مثّل بلاده في الألعاب الأولمبية الصيفية 1992 وحقق الميدالية الذهبية في فئة وزن الذبابة الخفيف.

## روابط خارجية
روجيليو مارسيلو على موقع أوليمبيديا (الإنجليزية)